# 马里安·西米翁
马里安·西米翁（羅馬尼亞語：Marian Simion，1975年9月14日—），罗马尼亚男子拳击运动员。他曾代表罗马尼亚参加1996年、2000年和2004年夏季奥林匹克运动会拳击比赛，获得一枚银牌和一枚铜牌。